# Rhipidia impictipennis
Rhipidia impictipennis är en tvåvingeart som först beskrevs av Alexander 1952. Rhipidia impictipennis ingår i släktet Rhipidia och familjen småharkrankar.
Artens utbredningsområde är Myanmar. Inga underarter finns listade i Catalogue of Life.